# 枫山站 (浙江省)
枫山站位于浙江省金华市武义县，金温货线的一个车站。该站由金温公司运输部武义站管辖，关闭前为五等站，办理列车通过、会让业务，不办理客货运营业。

## 历史
1985年金温铁路规划期间计划在原桐琴公社桐二村设站，定名东皋站。1992年原桐琴区改制后当地出现了新建车站将定名为桐琴站的流言，引发当地居民关注，车站也因征地未完成而并未随金温铁路同期开通。1999年6月东皋站第二次试图动工，再次引发要求将新站定名为桐琴站的居民不满。在经过当地政府协调下，新站定名为枫山站。
2000年4月车站象征性动工:51。2001年2月底车站又一次尝试施工时，再次引发当地群众不满，3月15日，多名群众在道口附近拦截多趟列车，并于当晚冲击镇政府大院。同年6月武义县人民法院近日以聚众扰乱交通秩序罪、聚众冲击国家机关罪、妨害公务罪对13名参与冲击事件的嫌疑人分别判处4年6个月的有期徒刑至1年6个月的管制。
枫山站最终于2001年8月11日建成投用:51。
2011年，武义中心站投入40多万元人民币对枫山站的职工生活设施进行改造，新建羽毛球场、篮球场并添置洗衣机等设施。
金台铁路计划通过枫山联络线沟通既有金温货线，同时既有金温货线永康段随金台铁路建设外迁，线路新设武义东站。2019年5月29日，金台铁路枫山货运线成功接入车站，同时开通武义东长轨接地。2021年6月16日，金温货线永康外绕段启用，金温货线随后于6月16日零时实施接驳作业，拨接后枫山站关闭，列车经由武义东站运行。